# Xestia delectans
Xestia delectans är en fjärilsart som beskrevs av Charles Oberthür 1918. Xestia delectans ingår i släktet Xestia och familjen nattflyn. Inga underarter finns listade i Catalogue of Life.